# 密叶锦鸡儿
密叶锦鸡儿（学名：Caragana densa）为豆科锦鸡儿属下的一个种。

## 扩展阅读
- 維基物種上的相關：密叶锦鸡儿